# Richard von Greiffenklau
Richard von Greiffenklau zu Vollrads (Schloss Vollrads, Oestrich-Winkel, 1467 – Schloss Ottenstein, Wittlich, 13 de março de 1531) foi Arcebispo e Kurfürst de Tréveris de 1511 a 1531.

## Biografia
Richard von Greiffenklau nasceu no Castelo Vollrads, como filho do vigário eleitoral de Mainz em Rheingau, Johann von Greiffenklau e sua esposa Klara von Ratsamhausen. Em 1482 foi encontrado como domiciliar e em 1487 no capítulo da catedral em Tréveris e Mainz. Em 1488 foi licenciado para estudar na Universidade de Paris; em 1503 foi eleito chantre da catedral e em 14 de maio de 1511 como arcebispo.
Foi confirmado como Arcebispo de Tréveris em 7 de janeiro de 1512. Recebeu a ordenação presbiteral em 29 de maio e no dia seguinte a ordenação episcopal, na Catedral de Tréveris, através de Uriel von Gemmingen-Michelfeld, Arcebispo de Mogúncia. Os principais co-consagradores foram Wilhelm von Hohnstein, bispo de Estrasburgo, e Reinhard von Rüppurr, bispo de Worms.
Richard von Greiffenklau foi um dos políticos eclesiásticos e imperiais mais influentes de seu tempo. Em 1522 ele consagrou o novo coro e o novo altar-mor da Abadia de São Matias, bem como os novos sinos da catedral. Durante seus vinte anos de episcopado, pressionou por reformas importantes no mosteiro e no sistema jurídico. Participando de guerras, como na Revolta dos Cavaleiros, ajudou a fortalecer a posição dos príncipes imperiais. Na Dieta de Worms, von Greiffenklau e Johann von Eck tentaram persuadir o reformador Martinho Lutero a se retratar. Ele também conseguiu manter a Reforma fora de seu território.
O arcebispo ainda construiu um círculo humanista ao seu redor em Tréveris, mantendo amizade de estudiosos e grandes coleções de livros, além de patrono das artes.

Richard von Greiffenklau morreu no no Castelo de Ottenstein e está sepultado na Catedral de Tréveris.